# Tour der irischen Rugby-Union-Nationalmannschaft nach Südafrika 1998
| Tour der Iren nach Neuseeland 1998 | Tour der Iren nach Neuseeland 1998 | Tour der Iren nach Neuseeland 1998 | Tour der Iren nach Neuseeland 1998 | Tour der Iren nach Neuseeland 1998 |
| Übersicht                          | S                                  | G                                  | U                                  | N                                  |
| ---------------------------------- | ---------------------------------- | ---------------------------------- | ---------------------------------- | ---------------------------------- |
| Test Matches                       | 2                                  | 0                                  | 0                                  | 2                                  |
| Sonstige Spiele                    | 5                                  | 2                                  | 0                                  | 3                                  |
| Gesamt                             | 7                                  | 2                                  | 0                                  | 5                                  |
|                                    |                                    |                                    |                                    |                                    |
| Südafrika                          | 2                                  | 0                                  | 0                                  | 2                                  |

Die Tour der irischen Rugby-Union-Nationalmannschaft nach Südafrika 1998 umfasste eine Reihe von Freundschaftsspielen der irischen Rugby-Union-Nationalmannschaft. Sie reiste im Mai und Juni 1998 durch Südafrika und bestritt während dieser Zeit sieben Spiele. Darunter waren zwei Test Matches gegen die südafrikanische Nationalmannschaft, die beide mit Niederlagen endeten. Hinzu kamen sechs weitere Spiele gegen regionale Auswahlteams, in denen zwei Siege und drei Niederlagen resultierten.

## Spielplan
- Hintergrundfarbe grün = Sieg
- Hintergrundfarbe rot = Niederlage

(Test Matches sind grau unterlegt; Ergebnisse aus der Sicht Irlands)
| # | Datum         | Gegner           | Ort           | Stadion                 | Ergebnis |
| - | ------------- | ---------------- | ------------- | ----------------------- | -------- |
| 1 | 30. Mai 1998  | Boland Cavaliers | Wellington    | Boland Stadium          | 48:35    |
| 2 | 03. Juni 1998 | SWD Eagles       | George        | Outeniqua Park          | 20:27    |
| 3 | 06. Juni 1998 | Western Province | Kapstadt      | Newlands Stadium        | 6:12     |
| 4 | 10. Juni 1998 | Griquas          | Kimberley     | Griqua Park             | 13:52    |
| 5 | 13. Juni 1998 | Südafrika        | Bloemfontein  | Free State Stadium      | 13:37    |
| 6 | 16. Juni 1998 | Leopards         | Potchefstroom | Olën Park               | 26:18    |
| 7 | 20. Juni 1998 | Südafrika        | Pretoria      | Loftus Versfeld Stadium | 0:33     |

## Test Matches
| 13. Juni 1998 17:00 SAST | Südafrika                                                                         | 37 : 13         | Irland                                                      | Free State Stadium, Bloemfontein Zuschauer: 26.000 Schiedsrichter: Ed Morrison (England) |
| 13. Juni 1998 17:00 SAST | Versuche: Andrews Terblanche (4) Erhöhungen: du Toit (3) Straftritte: du Toit (2) | (13:10) Bericht | Versuche: Bishop Erhöhungen: Elwood Straftritte: Elwood (2) | Free State Stadium, Bloemfontein Zuschauer: 26.000 Schiedsrichter: Ed Morrison (England) |

Aufstellungen:
- Südafrika: Mark Andrews, James Dalton, Gaffie du Toit, Rassie Erasmus, Adrian Garvey, Ollie le Roux, Percy Montgomery, Pieter Muller, Krynauw Otto, Pieter Rossouw, André Snyman, Gary Teichmann , Stefan Terblanche, Joost van der Westhuizen, André Venter 
 Auswechselspieler: Franco Smith
- Irland: Justin Bishop, Victor Costello, Eric Elwood, Justin Fitzpatrick, Denis Hickie, Paddy Johns , Kevin Maggs, Mark McCall, Conor McGuinness, Dion O’Cuinneagain, Malcolm O’Kelly, Conor O’Shea, Paul Wallace, Andy Ward, Keith Wood 
 Auswechselspieler: Trevor Brennan, Gabriel Fulcher, Rob Henderson

| 20. Juni 1998 17:00 SAST | Südafrika                                                                                | 33 : 0         | Irland | Loftus Versfeld Stadion, Pretoria Zuschauer: 34.850 Schiedsrichter: Joël Dumé (Frankreich) |
| 20. Juni 1998 17:00 SAST | Versuche: Dalton Erasmus Rossouw Teichmann van der Westhuizen Erhöhungen: Montgomery (4) | (19:0) Bericht |        | Loftus Versfeld Stadion, Pretoria Zuschauer: 34.850 Schiedsrichter: Joël Dumé (Frankreich) |

Aufstellungen:
- Südafrika: Mark Andrews, James Dalton, Rassie Erasmus, Adrian Garvey, Ollie le Roux, Percy Montgomery, Pieter Muller, Krynauw Otto, Pieter Rossouw, Franco Smith, André Snyman, Gary Teichmann , Stefan Terblanche, Joost van der Westhuizen, André Venter 
 Auswechselspieler: Andrew Aitken, Naka Drotské, McNeil Hendricks, Robbie Kempson, Werner Swanepoel
- Irland: Justin Bishop, Victor Costello, Eric Elwood, Justin Fitzpatrick, Denis Hickie, Paddy Johns , Kevin Maggs, Mark McCall, Conor McGuinness, Dion O’Cuinneagain, Malcolm O’Kelly, Conor O’Shea, Paul Wallace, Andy Ward, Keith Wood 
 Auswechselspieler: Trevor Brennan, Peter Clohessy, Rob Henderson, David Humphreys